# Bandungrejo (Mranggen)
Bandungrejo is een bestuurslaag in het regentschap Demak van de provincie Midden-Java, Indonesië. Bandungrejo telt 8364 inwoners (volkstelling 2010).